# ヴァルダク州
ヴァルダク州（ヴァルダクしゅう、パシュトー語: د وردکو ولايت、ダリー語: استان وردک）は、アフガニスタンの中部にある州である。面積8,938.13km2、人口517,200人、州都はマイダーンシャー（Maydān Shahr）。ワルダック県、ワルダク州とも。
住民の約70%がパシュトゥーン人, 20%がハザーラ人。ほとんどの住民はパシュトー語を話す。